# فياتشيسلاف كيريلوف
فياتشيسلاف كيريلوف هو لاعب كرة قدم روسي في مركز الهجوم، ولد في 20 يونيو 1989 في براتسك في روسيا. لعب مع بالتيكا كالينينغراد.

## وصلات خارجية
- فياتشيسلاف كيريلوف على موقع قاعدة بيانات كرة القدم.إي يو (الإنجليزية)
- فياتشيسلاف كيريلوف على موقع Soccerway.com (الإنجليزية)